# Isovaleriansäure
Isovaleriansäure (3-Methylbuttersäure) ist eine methylverzweigte, kurzkettige und gesättigte Fettsäure, die Monocarbonsäure gehört zu den Hemiterpenen. Der Name rührt daher, dass sie eines der vier Konstitutionsisomere der Valeriansäure ist und damit zu den Pentansäuren zählt.

## Vorkommen

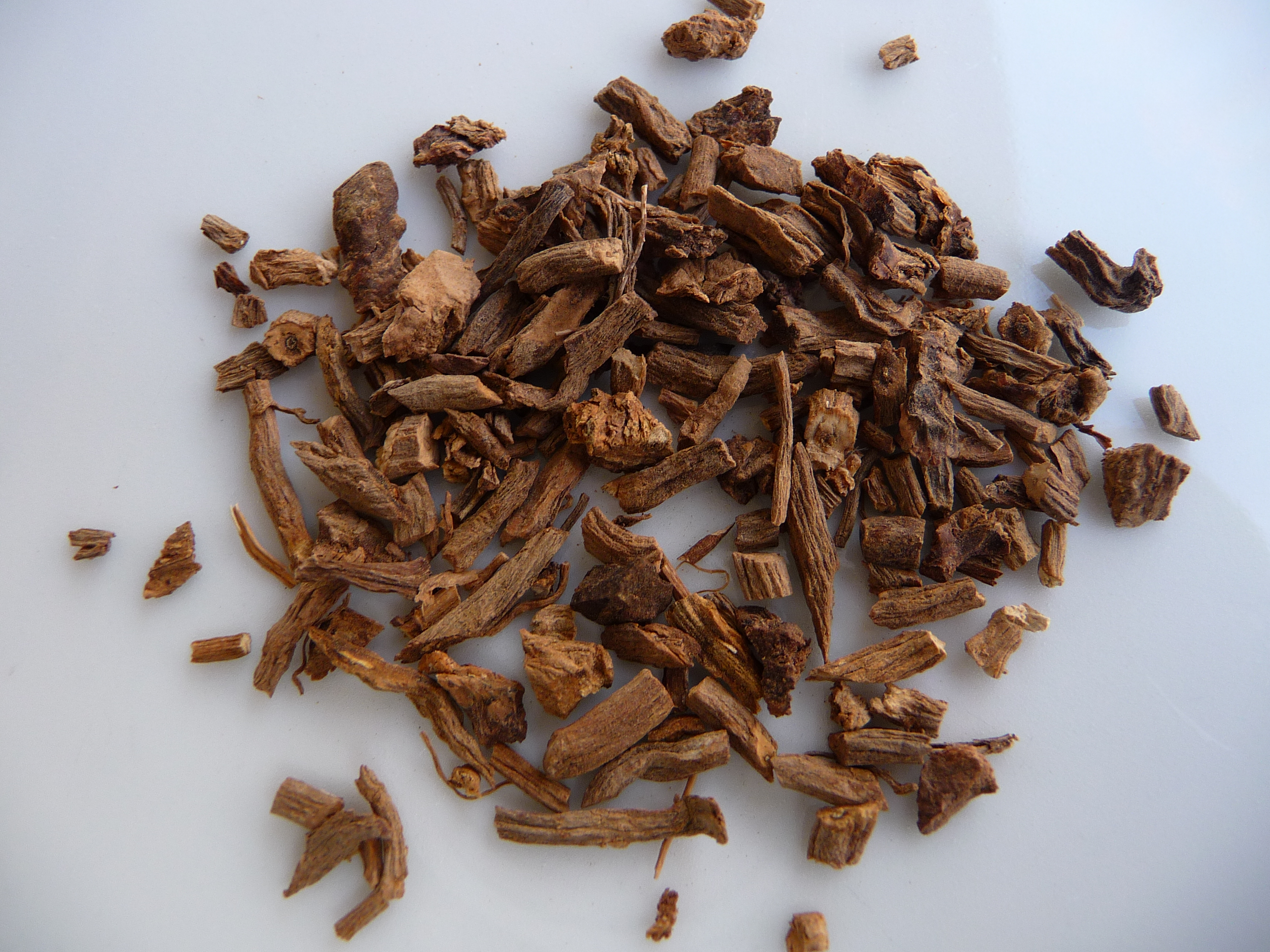
Getrocknete Baldrianwurzel

Isovaleriansäure ist die Hauptvaleriansäure des Baldrians und lässt sich in größeren Mengen aus dessen Wurzel isolieren. Sie findet sich weiterhin verestert in vielen Naturstoffen, beispielsweise in Alkaloiden oder in Valepotriaten. Auch zum Geruch von geröstetem Kaffee trägt sie bei.
Isovaleriansäure ist ein Metabolit des Leucins. Fußgeruch beruht – neben anderen kurzkettigen Fettsäuren – insbesondere auch auf der Gegenwart von Isovaleriansäure, die durch Bakterien aus der im Schweiß vorkommenden Aminosäure  Leucin gebildet wird.

## Eigenschaften
Der Flammpunkt der Flüssigkeit liegt bei 78 °C (gemessen im geschlossenen Tiegel), die Zündtemperatur bei 385 °C. Bei Erhitzen der Flüssigkeit über ihren Flammpunkt können ihre Dämpfe mit Luft ein explosionsfähiges Gemisch bilden. Dabei liegt die untere Explosionsgrenze bei 1,4 Vol.-% bzw. 60 g/m3 und die obere Explosionsgrenze bei ca. 7,3 Vol.-% bzw. ca. 310 g/m3.
Der Geruch von Isovaleriansäure ist dem Schweißfußgeruch sehr ähnlich.